# Būrakah
Būrakah (persiska: بورکه) är en ort i Iran.   Den ligger i provinsen Kermanshah, i den nordvästra delen av landet, 400 km väster om huvudstaden Teheran. Būrakah ligger 1 779 meter över havet och antalet invånare är 106.
Terrängen runt Būrakah är kuperad åt nordväst, men åt sydost är den platt. Terrängen runt Būrakah sluttar söderut.Runt Būrakah är det ganska tätbefolkat, med 72 invånare per kvadratkilometer. Närmaste större samhälle är Ḩoseynābād-e Amjadī, 6,8 km nordost om Būrakah. Trakten runt Būrakah består i huvudsak av gräsmarker.